# 1965年の南海ホークス
1965年の南海ホークスでは、1965年の南海ホークスの動向をまとめる。
この年の南海ホークスは、鶴岡一人監督の20年目のシーズンであり、2年連続10度目のリーグ優勝に輝いたシーズンである。

## 概要
前年日本一を達成した南海はこの年は今までにない絶好調で、開幕から5月末まで本拠地・大阪球場で19連勝、6月に入っても10連勝、1つ負けた後17連勝と大型連勝が続き、7月6日に早くも「マジックナンバー62」が点灯した。
7月12日時点で53勝9敗、勝率8割5分5厘とし、2位の東映に23ゲーム差をつけていた。開幕からこれまでの間、完投は2試合だけで投手の分業制が確立されていない当時としては、鶴岡監督の継投策が際立つ結果となった。
後半はややペースダウンしたものの、9月26日に早くも優勝が決定。しかし前半の大独走の影響で観客動員数は前年から9万人近く低下した。この年、主砲・野村克也が「三冠王」を達成。「三冠王」は1938年秋の巨人の中島治康以来27年ぶりで「長期シーズン」では初となった。投手陣はエース杉浦忠が6月から救援に回ったものの、前年26勝のジョー・スタンカや皆川睦雄、防御率1位の三浦清弘に加え林俊彦が開幕から12連勝でローテーションに加わり、救援の新山彰忠を含め5人が2桁勝利を挙げ、チーム防御率2.80はリーグ1位。打撃陣も野村、盗塁王の広瀬叔功、ケント・ハドリ、小池兼司などが打ちまくってチーム打率・チーム本塁打数はともにリーグ1位だった。
連続日本一を目指した日本シリーズは巨人に1勝4敗で敗退し（この年から「V9」スタート）、オフに鶴岡一人が1946年以来務めた監督を勇退、蔭山和夫ヘッドコーチが新監督に。だが蔭山新監督は4日で急逝、鶴岡監督が復帰となった。

## チーム成績

### レギュラーシーズン
| 1 | 右 | 堀込基明 |
| 2 | 中 | 広瀬叔功 |
| 3 | 二 | ブルーム |
| 4 | 捕 | 野村克也 |
| 5 | 一 | ハドリ   |
| 6 | 左 | 井上登   |
| 7 | 遊 | 小池兼司 |
| 8 | 三 | 森下整鎮 |
| 9 | 投 | 杉浦忠   |

| 順位 | 4月終了時 | 4月終了時 | 5月終了時 | 5月終了時 | 6月終了時 | 6月終了時 | 7月終了時 | 7月終了時 | 8月終了時 | 8月終了時 | 9月終了時 | 9月終了時 | 最終成績 | 最終成績 |
| ---- | --------- | --------- | --------- | --------- | --------- | --------- | --------- | --------- | --------- | --------- | --------- | --------- | -------- | -------- |
| 1位  | 南海      | --        | 南海      | --        | 南海      | --        | 南海      | --        | 南海      | --        | 南海      | --        | 南海     | --       |
| 2位  | 東京      | 2.5       | 東京      | 10.5      | 東映      | 18.0      | 東映      | 21.5      | 阪急      | 25.0      | 東映      | 22.0      | 東映     | 12.0     |
| 3位  | 西鉄      | 3.0       | 西鉄      | 10.5      | 東京      | 20.5      | 西鉄      | 26.0      | 西鉄      | 25.0      | 西鉄      | 22.5      | 西鉄     | 15.5     |
| 4位  | 東映      | 3.5       | 阪急      | 11.5      | 阪急      | 21.5      | 東京      | 28.0      | 東映      | 26.0      | 阪急      | 24.5      | 阪急     | 21.5     |
| 5位  | 近鉄      | 5.5       | 東映      | 12.0      | 西鉄      | 22.0      | 阪急      | 28.0      | 東京      | 29.5      | 東京      | 30.0      | 東京     | 25.5     |
| 6位  | 阪急      | 6.5       | 近鉄      | 15.5      | 近鉄      | 23.0      | 近鉄      | 31.5      | 近鉄      | 38.5      | 近鉄      | 42.0      | 近鉄     | 42.5     |

| 順位 | 球団             | 勝 | 敗 | 分 | 勝率 | 差   |
| 1位  | 南海ホークス     | 88 | 49 | 3  | .642 | 優勝 |
| 2位  | 東映フライヤーズ | 76 | 61 | 3  | .555 | 12.0 |
| 3位  | 西鉄ライオンズ   | 72 | 64 | 4  | .529 | 15.5 |
| 4位  | 阪急ブレーブス   | 67 | 71 | 2  | .486 | 21.5 |
| 5位  | 東京オリオンズ   | 62 | 74 | 4  | .456 | 25.5 |
| 6位  | 近鉄バファローズ | 46 | 92 | 2  | .333 | 42.5 |

### 日本シリーズ
| 日付                                   | 試合   | ビジター球団（先攻） | スコア   | ホーム球団（後攻） | 開催球場   |
| -------------------------------------- | ------ | -------------------- | -------- | ------------------ | ---------- |
| 10月30日（土）                         | 第1戦  | 読売ジャイアンツ     | 4 - 2    | 南海ホークス       | 大阪球場   |
| 10月31日（日）                         | 第2戦  | 読売ジャイアンツ     | 6 - 4    | 南海ホークス       | 大阪球場   |
| 11月1日（月）                          | 移動日 | 移動日               | 移動日   | 移動日             | 移動日     |
| 11月2日（火）                          | 第3戦  | 雨天中止             | 雨天中止 | 雨天中止           | 後楽園球場 |
| 11月3日（水）                          | 第3戦  | 南海ホークス         | 3 - 9    | 読売ジャイアンツ   | 後楽園球場 |
| 11月4日（木）                          | 第4戦  | 南海ホークス         | 4 - 2    | 読売ジャイアンツ   | 後楽園球場 |
| 11月5日（金）                          | 第5戦  | 南海ホークス         | 2 - 3    | 読売ジャイアンツ   | 後楽園球場 |
| 優勝：読売ジャイアンツ（2年ぶり7回目） |        |                      |          |                    |            |

## オールスターゲーム1965
| - 監督 鶴岡一人 | - ファン投票 林俊彦 野村克也 小池兼司 広瀬叔功 | - 監督推薦 杉浦忠 皆川睦男 堀込基明 ブルーム（出場辞退） |

## できごと
- 3月27日 - かつて南海の選手として活躍し、この年から国鉄スワローズのヘッドコーチ専任となる飯田徳治の引退試合「国鉄×南海」（オープン戦）が、横浜公園平和野球場で行われる。
- 7月6日 - この日東映フライヤーズが東京オリオンズに負け（南海は試合無し）た事で、南海ホークスに「マジックナンバー62」が点灯。最も早いマジックナンバー点灯となった。
- 11月13日 - 鶴岡一人監督が勇退を発表、蔭山和夫ヘッドコーチが後任に。だがわずか4日で蔭山新監督は急逝、鶴岡監督が復帰する。

## 表彰選手
| リーグ・リーダー | リーグ・リーダー                             | リーグ・リーダー | リーグ・リーダー |
| 選手名           | タイトル                                     | 成績             | 回数             |
| ---------------- | -------------------------------------------- | ---------------- | ---------------- |
| 野村克也         | 最優秀選手                                   |                  | 2年ぶり3度目     |
| 野村克也         | 首位打者                                     | .320             | 初受賞           |
| 野村克也         | 本塁打王                                     | 42本             | 5年連続6度目     |
| 野村克也         | 打点王                                       | 110打点          | 4年連続4度目     |
| 野村克也         | 最多安打                                     | 156本            | 初受賞           |
| 野村克也         | 史上2人目、戦後かつ2リーグ制後初の三冠王達成 |                  |                  |
| 広瀬叔功         | 盗塁王                                       | 39個             | 5年連続5度目     |
| 三浦清弘         | 最優秀防御率                                 | 1.57             | 初受賞           |
| 林俊彦           | 最高勝率                                     | .850             | 初受賞           |

| ベストナイン | ベストナイン | ベストナイン   |
| 選手名       | ポジション   | 回数           |
| ------------ | ------------ | -------------- |
| 野村克也     | 捕手         | 10年連続10度目 |
| 小池兼司     | 遊撃手       | 3年連続3度目   |
| 広瀬叔功     | 外野手       | 3年連続3度目   |
| 堀込基明     | 外野手       | 初受賞         |

## ドラフト
| 順位 | 選手名     | 守備   | 所属       | 結果                   |
| ---- | ---------- | ------ | ---------- | ---------------------- |
| 1位  | 牧憲二郎   | 投手   | 高鍋高     | 入団                   |
| 2位  | 阿天坊俊明 | 内野手 | 銚子商業高 | 拒否・立教大学進学     |
| 3位  | 山本堯二   | 投手   | 長田高     | 拒否・慶應義塾大学進学 |
| 4位  | 栗崎日出男 | 外野手 | 柳川商業高 | 入団                   |